# La revoca
La revoca è un romanzo dello scrittore Luca Doninelli, pubblicato nel 1992. 

## Storia editoriale
Nel 1992 il libro h vinto il Premio Città di Catanzaro, il Premio Selezione Campiello e il Premio Napoli.

## Trama
Il racconto è esposto in prima persona.
Mario è un intellettuale. Sposato con Flora, vive agiatamente in una bella casa di Milano. Tuttavia il rapporto tra i coniugi non è trasparente e l'uomo crede di odiare la moglie e di esserne odiato. Così esce di casa in seguito a un banale litigio. Una serie accidentale di fatti (un temporale, il tentativo di una prostituta peruviana di adescarlo, il fratello di lei, al quale Mario mette paura) lo porta sempre più verso le periferie, dove incontra un amico di altri tempi: Sandro. I due non si vedevano da dieci anni.
Mario decide sui due piedi di accettare l'invito a pernottare da Sandro, in campagna. Nella casa, Mario ritrova anche Laura, moglie di Sandro, Marina, sorella di Laura, la signora Gina, madre delle due. Tutto è semplice, ma ad un tempo non lo è; Sandro e Laura hanno perso una bimba di due anni e mezzo, malata di leucemia, eppure non sembrano piegati dal dolore. Invece Mario comincia a pensare alla sua famiglia, di cui tutti i membri sono morti, e ci pensa con rancore, giudicando i genitori alla stregua di assassini, perché a suo dire, hanno lasciato morire il nonno, giudicando anche la sorella che ha perseguito una rovina personale, cadendo nella prostituzione e irrompendo di tanto in tanto da lui e da Flora, che reagisce con odio.
L'indomani, al momento del congedo, Sandro infila in tasca di Mario un biglietto con indirizzo e numero di telefono. Rimasto solo e arrivato in città, Mario si mette a girare, deciso a non tornare mai più a casa. Prende alloggio in un albergo, acquista molti abiti, ripone tutto e nuovamente riprende a girare. Sempre più i pensieri sulla sua famiglia lo assalgono e rivive l'amore per la sorella, che poi ha respinto, oltre a tutti i nodi cruciali in seguito a cui era uscito dalla famiglia e aveva avuto successo come giornalista. Il tempo trascorre e, alle quattro del mattino, Mario subisce un'aggressione e un accoltellamento. Si risveglierà in ospedale.
Al risveglio, trova ad assisterlo Laura, quindi arrivano anche Sandro e un suo fratello di nome Emanuele. Perché loro? Mario non si era quasi accorto del biglietto che aveva in tasca e proprio questo foglietto aveva messo i sanitari in contatto con gli amici, che subito erano accorsi. Mario apprende che anche un'altra persona è stata accoltellata ed è morta, ma non può sapere di chi si tratti. Lui ha perso molto sangue, ha la febbre alta, ma le sue condizioni non destano preoccupazione. Quando poi entra in camera Flora, che nessuno ha avvertito, Mario non sopporta la sua presenza e le dice di andarsene e non tornare più. La donna se ne va, tornerà nei giorni successivi, ma non andrà mai da Mario.
L'altra persona morta è il fratello della prostituta peruviana che già Mario aveva spaventato. L'aggressore è un giapponese (forse) e non si capisce la motivazione del duplice accoltellamento. Però Mario, il cui male più vero è nell'anima, non si cura dell'aggressione e trascina una malattia più a lungo del previsto, finché un giorno il primario lo dichiara guarito e lo dimette. E la destinazione naturale è la casa di Sandro. Nel periodo che segue, Mario trascorre molto tempo con l'anziana signora Gina, la quale, con la sicurezza di chi conosce molto del cuore umano, gli fa narrare tutto della sua famiglia, di Flora e alla fine gli dice senz'altro che, all'occorrenza, anche lei lo avrebbe accoltellato!
A poco a poco Mario si sente come purgato dallo sdegno che gli aveva fatto disprezzare i genitori, sottovalutare il nonno, ignorare le bontà di sua sorella Maria, morta soffocata. E anche verso Flora si sente diverso. Sa che lei tornerà, sa che lo ha guardato da lontano all'ospedale, ingoiando l'umiliazione del rifiuto. Da lui è venuto il male del distacco e dell'abbandono, a lui spetta ora, guarito anche dentro, tornare a casa.

## Edizioni
- L. Doninelli, La revoca, Milano, Garzanti, 1992.